# Georges Laraque
Georges Laraque (ur. 7 grudnia 1976 w Montrealu) – kanadyjski hokeista, członek Partii Zielonych.

## Kariera hokejowa
- Saint-Jean Lynx (1993–1995)
- Laval Titan Collège Français (1995)
- Saint-Hyacinthe Lasers (1996)
- Granby Prédateurs (1996)
- Hamilton Bulldogs (1996–1998)
- Edmonton Oilers (1998–1999)
- Hamilton Bulldogs (1999)
- Edmonton Oilers (2000–2006)
- Phoenix Coyotes (2006–2007)
- Pittsburgh Penguins (2007–2008)
- Montreal Canadiens (2008–2010)

Georges Laraque karierę rozpoczął od występów w klubach Quebec Major Junior Hockey League. Dzięki znakomitym występom w niej został zauważony przez menedżerów Hamilton Bulldogs grającej w AHL, z którymi podpisał kontrakt oraz trafił w 2 rundzie z 31 numerem do Draftu NHL 1995 w Edmonton Oilers. Pierwsze występy Laraque'a w NHL miały miejsce w sezonie 1997/1998 w barwach Edmonton Oilers, w którym występował z krótką przerwą do 2006 roku. Potem występował w innych klubach NHL: Phoenix Coyotes (2006–2007), Pittsburgh Penguins (2007–2008), Montreal Canadiens (2008–2010). Najlepszym sezonem w karierze Laraque'a był sezon 2007/2008 w barwach Pittsburgh Penguins, z którym dotarł do finału Pucharu Stanleya (w drodze do finału zwycięstwo w Dywizji Atlantyckiej oraz w Konferencji Wschodniej) oraz on sam został nagrodzony statuetką Edwarda J. DeBartolo (wieloletniego właściciela Pingwinów), przeznaczono dla zawodnika Pittsburgh Penguins, który przeznaczył najwięcej czasu na prace społeczne i charytatywne.
Karierę hokejową zakończył po sezonie 2009/2010.

## Statystyki NHL

### Sezon zasadniczy
| Sezon        | Drużyna             | Wiek         | Mecze | Gole | Asysty | Punkty | kary w min. |
| ------------ | ------------------- | ------------ | ----- | ---- | ------ | ------ | ----------- |
| 1997–1998    | Edmonton Oilers     | 21           | 11    | 0    | 0      | 0      | 59          |
| 1998–1999    | Edmonton Oilers     | 22           | 39    | 3    | 2      | 5      | 57          |
| 1999–2000    | Edmonton Oilers     | 23           | 76    | 8    | 8      | 16     | 123         |
| 2000–2001    | Edmonton Oilers     | 24           | 82    | 13   | 16     | 29     | 148         |
| 2001–2002    | Edmonton Oilers     | 25           | 80    | 5    | 14     | 19     | 157         |
| 2002–2003    | Edmonton Oilers     | 26           | 64    | 6    | 7      | 13     | 110         |
| 2003–2004    | Edmonton Oilers     | 27           | 66    | 6    | 11     | 17     | 99          |
| 2005–2006    | Edmonton Oilers     | 29           | 72    | 2    | 10     | 12     | 73          |
| 2006–2007    | Edmonton Oilers     | 30           | 56    | 5    | 17     | 17     | 22          |
| 2006–2007    | Pittsburgh Penguins | 30           | 17    | 0    | 2      | 2      | 18          |
| 2007–2008    | Pittsburgh Penguins | 31           | 71    | 4    | 9      | 13     | 141         |
| 2008–2009    | Montreal Canadiens  | 32           | 33    | 0    | 2      | 2      | 61          |
| 2009–2010    | Montreal Canadiens  | 33           | 28    | 1    | 2      | 3      | 28          |
| Podsumowanie | Podsumowanie        | Podsumowanie | 695   | 53   | 100    | 153    | 1126        |

### Play-off
| Sezon        | Drużyna             | Wiek         | Mecze | Gole | Asysty | Punkty | kary w min. |
| ------------ | ------------------- | ------------ | ----- | ---- | ------ | ------ | ----------- |
| 1998–1999    | Edmonton Oilers     | 22           | 4     | 0    | 0      | 0      | 2           |
| 1999–2000    | Edmonton Oilers     | 23           | 5     | 0    | 1      | 1      | 6           |
| 2000–2001    | Edmonton Oilers     | 24           | 6     | 1    | 1      | 2      | 8           |
| 2002–2003    | Edmonton Oilers     | 26           | 6     | 1    | 3      | 4      | 4           |
| 2005–2006    | Edmonton Oilers     | 29           | 15    | 1    | 1      | 2      | 4           |
| 2006–2007    | Pittsburgh Penguins | 30           | 2     | 0    | 0      | 0      | 0           |
| 2007–2008    | Pittsburgh Penguins | 31           | 15    | 1    | 2      | 3      | 4           |
| 2008–2009    | Montreal Canadiens  | 32           | 4     | 0    | 0      | 0      | 4           |
| Podsumowanie | Podsumowanie        | Podsumowanie | 57    | 4    | 8      | 12     | 72          |

## Sukcesy
Klubowe

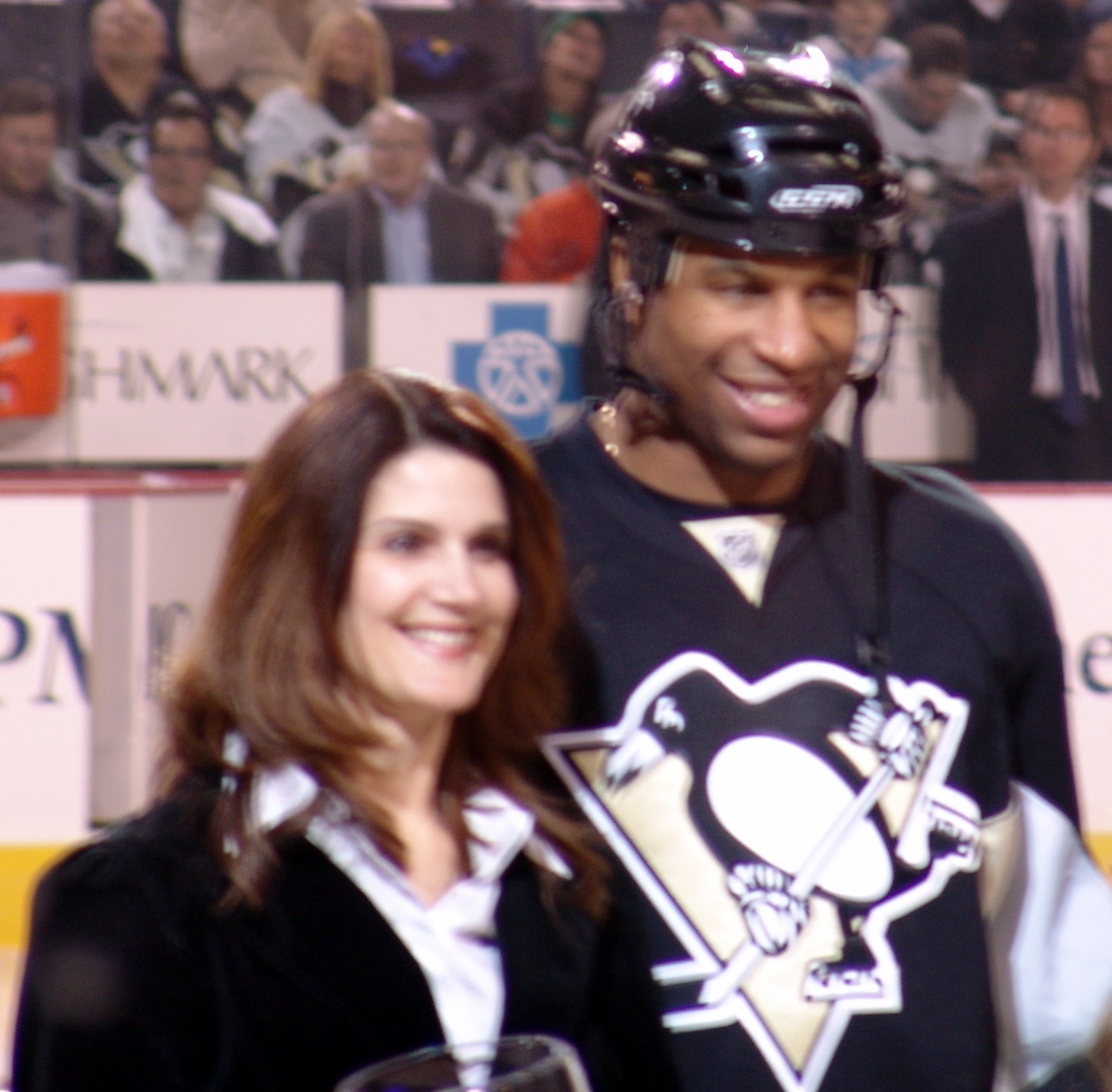
Georges Laraque (2008)

- Clarence S. Campbell Bowl: 2006 z Edmonton Oilers
- Finał Pucharu Stanleya: 2006 z Edmonton Oilers, 2008 z Pittsburgh Penguins
- Prince of Wales Trophy: 2008 z Pittsburgh Penguins

Indywidualne
- 2008: Nagroda Edwarda J. DeBartolo

## Kariera polityczna
13 lutego 2010 oficjalnie został członkiem kanadyjskiej partii politycznej - Partii Zielonych. 31 lipca b.r. został oficjalnie mianowany wiceliderem partii. Dnia 9 lipca 2013 roku zadeklarował chęć startu w wyborach uzupełniających z Partii Zielonych.